# Miloš Crnjanski
Miloš Crnjanski (szerbül: Милош Црњански) (Csongrád, 1893. október 26. – Belgrád, 1977. november 30.) magyarországi szerb költő, író, diplomata.

## Életútja
Miloš Crnjanski (magyarul: Czernyászky Milos) édesapja Toma Crnjanski az Osztrák–Magyar Monarchia egyik alacsonyrendű tisztviselőjeként kereste meg mindennapi kenyerét. Az alacsony növésű, ám bohém természetű és a gyakran forrófejű Tomát, politikai nézetei miatt a bánsági Iláncsáról a távoli Csongrádba száműzték. Édesanyja Marija Vujić háztartásbeli volt és csak szerbül beszélt, aminek Csongrádon nem sok hasznát vehette. Távol a szerb közösségtől született 1893. október 26-án Csongrádon a 20. századi szerb irodalom egyik legjelentősebb képviselője – Miloš Crnjanski.
Crnjanskinak a Csongrádon eltöltött éveiről nem maradtak emlékei, de a csongrádi emberekről, édesanyját idézve, mindig szépen beszélt.
A Crnjanski család 1896-ban Temesvárra költözött. A kis Miloš először a temesvári szerb ortodox általános iskolába járt. Berić tanító úr meghatározó személyiség volt a felcseperedő Miloš életében. A gimnáziumot már a Temesvári Piarista Gimnáziumban végezte el, akikről Crnjanski igen elismerően írt későbbi Lirika Itake i komentari című művében.
Első verseit gimnazistaként írta és a zombori „Golub” címet viselő szerb nyelvű ifjúsági lapban jelentette meg 1908-1911 között. 1912-ben a szarajevói „Bosanska vila” újságban jelent meg a "U početku beše sjaj" című költeménye. Ugyanebben az évben beiratkozott a rijekai (Fiume) Export Akadémiára. Ám itt nem sokáig maradt, 1913-ban Bécsben már orvostant hallgatott.
1914-ben kitört az első világháború és a fiatal Crnjanski mint megannyi honfitársa a Osztrák–Magyar Monarchia csukaszürke zubbonyában 1915-ben Galíciába került, a véres orosz frontra. Itt hamarosan megsebesült és Bécsben ápolták. Felépülése után 1916-ban Szegedre a MÁV igazgatóságára vezényelték. 1917-ben Komáromban, majd Esztergomban szolgált. Majd Olaszországba vezényelték és itt várta meg a háború befejeztét. A szörnyű háborús élmény és az „elveszett generáció” tudata, erősen meghatározta Crnjanski költészetét és prózáját (Lirika Itake /Ithaka lírája/ a hiábavalóság lírája, és a Dnevnik o Čarnojeviću /Čarnojević naplója/ – a háborús kiábrándultság, a világégés utáni lét értelmének megkérdőjelezése, a kallódó ifjúság és a szumátraizmus kisregénye).
Miloš Crnjanski 1918-ban még egy rövid időre beiratkozott a bécsi Export Akadémiára, ám hamarosan szakított a felbomló Osztrák–Magyar Monarchiával. 1919-ben végleg elhagyta Magyarországot, és mint megannyi hazai szerb értelmiségi Szerbiába költözött. Belgrádban telepedett le és az itteni Filológiai Egyetemen irodalmat hallgatott. Eközben a "Dan" című újságot is szerkesztette.
1921-ben feleségül vette a szépreményű Vidosava Ružić kisasszonyt. 1922-ben Pancsován (Pančevo) az ottani gimnáziumban tanított és írt.
1928-ban a berlini Szerb–Horvát–Szlovén Királyság Nagykövetségének sajtó attaséjaként dolgozott. 1935-ben a német fővárosban már tudósítóként kereste kenyerét. 1938-ban Rómából tudósított. 1941-ben Madridon és Lisszabonon keresztül Londonba érkezett. A második világháborút itt vészelte át, ám a világégés befejezése után, mint királypárti, nem kívánt a kommunista Tito Jugoszláviájában élni, így Londonban maradt. Az önként felvállalt száműzetés évei alatt a Crnjanski család nehéz anyagi gondok között tengette életét. Közben folyamatosan írt. Különösen érdekelte a magyarországi szerbek történelme és két legmarkánsabb regénye a XVIII. században játszódik (Seobe, Seobe druga knjiga) (Örökös vándorlás).
1965-ben tért vissza Jugoszláviába. Belgrádban élt 1977-ben bekövetkezett haláláig.

## Művei
- Maska, poetična komedija (Zagráb, 1918)
- Lirika Itake (Ithaka lírája)(Belgrád, 1919)
- Dnevnik o Čarnojeviću (Čarnojević naplója) (Belgrád, 1921) – lírizált modern kisregény
- Podzemni klub (Földalatti klub)(Pancsova, 1921)
- Naše plaže na Jadranu (A mi adriai partjaink) (Belgrád, 1927)
- Boka Kotorska (Belgrád, 1927)
- Seobe (Örökös vándorlás) (Belgrád, 1929) – a hazájából elűzött szerb nép hányattatásai
- Ljubav u Toskani (Szerelem Toszkánában) (Belgrád, 1930)
- Sabrana dela (Összegyűjtött művek) (Belgrád, 1930)
- Knjiga o Nemačkoj (Németország könyve) (Belgrád, 1931)
- Sveti Sava (Szent Száva) (Belgrád, 1934)- a szerb egyház megalapítójának élete
- Odabrani stihovi (Válogatott versek) (Párizs, 1954)
- Konak (Szabadka, 1958)
- Itaka i komentari (Ithaka és magyarázatok)( (Belgrád, 1959) – önéletrajzi mű
- Seobe druga knjiga (Örökös vándorlás második könyv) (Belgrád, 1962)- a szerbek a katolikus Habsburg Birodalomból az ortodox Oroszországba költözéséről szóló regény
- Lament nad Beogradom (Lamentáció Belgrádért) (Johannesburg, 1962) – költői hattyúdal
- Tri poeme (Három költemény) (Belgrád, 1965)
- Kap španske krvi (Egy csepp spanyol vér) (Belgrád, 1971) – regény
- Roman o Londonu (London regénye) (Belgrád, 1971) – a száműzetésben élő ember magányáról, tragédiájáról szóló, önéletrajzi motívumokkal megtüzdelt regény
- Knjiga o Mikelanđelu (Michelangelo könyve) (Belgrád, 1981)
- Embahade (Nagykövetségek) (Belgrád, 1985)

## Magyarul
- Örökös vándorlás. Regény; ford. Csuka Zoltán; Egyetemi Ny., Bp., 1941 (Délszláv írók)
- Čarnojević naplója. Kisregény; ford. Csuka Zoltán; Európa, Bp., 1973
- London regénye; ford. Ács Károly, bev. Stojan D. Vujičić; Magvető, Bp., 1975 (Világkönyvtár)
- Egy csepp spanyol vér; ford., utószó Csuka Zoltán; Szépirodalmi, Bp., 1979 (Olcsó könyvtár)
- Ithaka; ford. Ács Károly et al.; Forum, Újvidék, 1993

## Szumátraizmus
Crnjanski "szumátraizmusa" a kozmopolitizmus és a panteizmus ötvözete, új lírai életérzés, amely a messzeség motívumát és a távoli dolgok, történések összefüggéseit, egymásra utaltságát, illetve hatását hirdeti (Lirika Itake, Dnevnik o Čarnojeviću, Lament nad Beogradom).